# Agrilus brancsiki
Agrilus brancsiki é uma espécie de inseto do género Agrilus, família Buprestidae, ordem Coleoptera.
Foi descrita cientificamente por Nonfried, 1895.